# خط ستالين

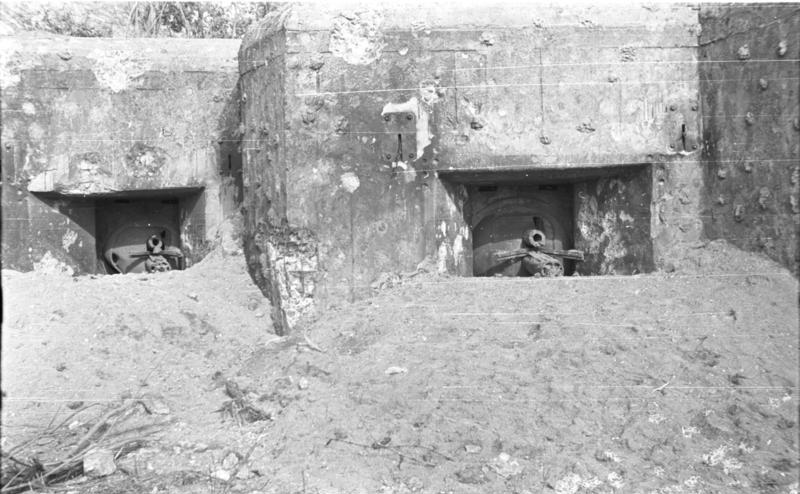
ي خط ستالين بالقرب من موغيليف

خط ستالين عبارة عن مجموعة من التحصينات على طول الحدود الغربية للاتحاد السوفيتي. بدأ العمل في النظام في العشرينيات من القرن الماضي لحماية الاتحاد السوفيتي من هجمات الغرب. كان الخط مؤلفًا من مستودعات خرسانية ومواقع أسلحة، يشبه إلى حد ما خط ماجينو. لم يكن خط دفاع مستمرًا على طول الحدود بأكملها، بل كان عبارة عن شبكة من المناطق المحصنة، والتي تهدف إلى توجيه الغزاة المحتملين على طول ممرات معينة.
في أعقاب اتفاق مولوتوف-ريبنتروب، مع التوسع الغربي لاتحاد الجمهوريات الاشتراكية السوفياتية في عامي 1939 و1940 في بولندا ودول البلطيق وبسارابيا، تم اتخاذ قرار بالتخلي عن الخط لصالح بناء خط مولوتوف غربًا، على طول خط الحدود الجديدة للاتحاد السوفياتي. شعر عدد من الجنرالات السوفيات أنه سيكون من الأفضل الحفاظ على كلا الخطين والحصول على دفاع متعمق، ولكن هذا يتعارض مع العقيدة العسكرية السوفيتية قبل الحرب العالمية الثانية.

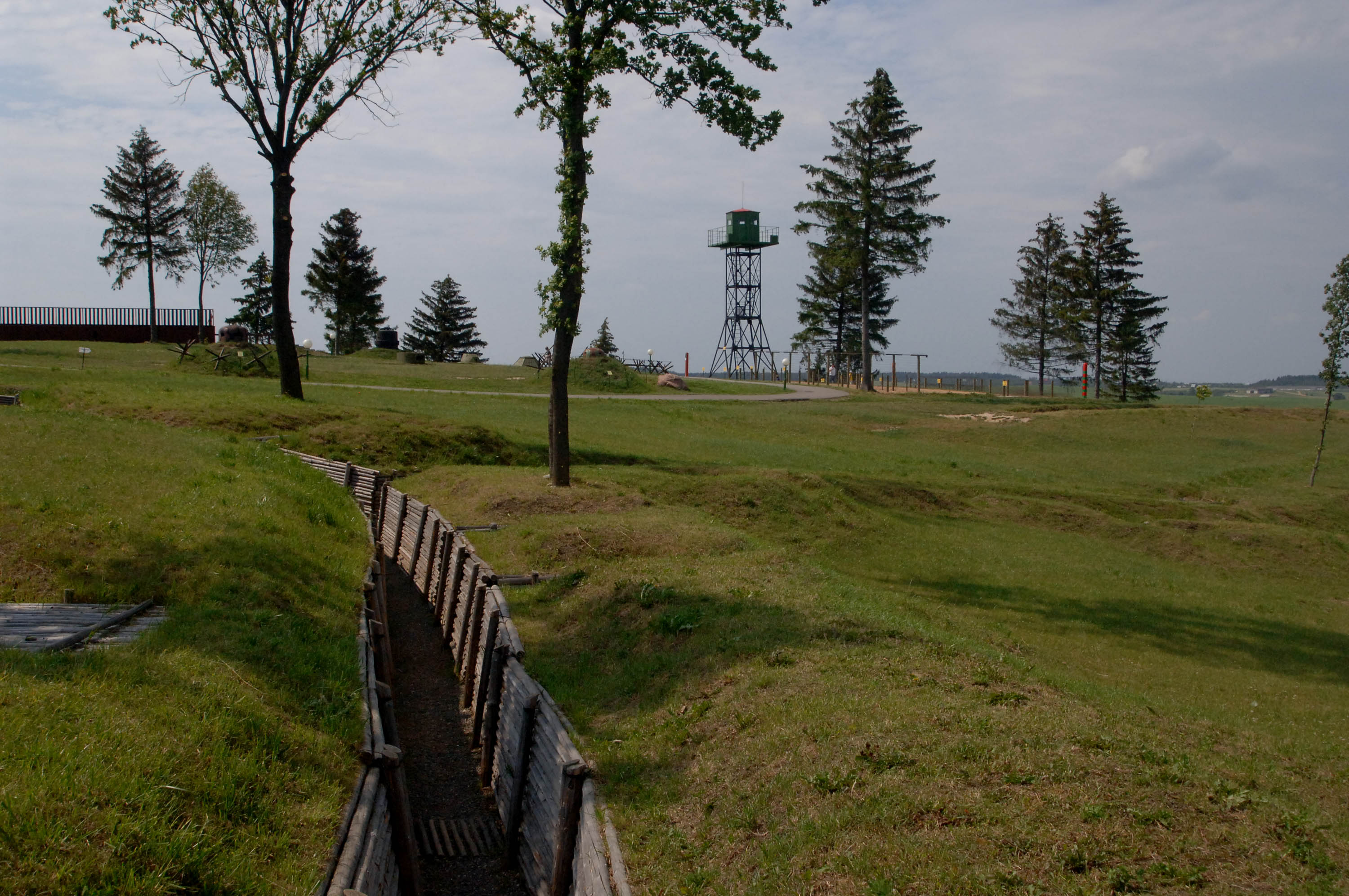
بقايا خط ستالين بالقرب من مينسك

وهكذا، تمت إزالة الأسلحة، ولكن كانت في الغالب في التخزين عندما بدأ الخط الجديد في الإنشاء.
بعد الحرب العالمية الثانية، لم يتم الحفاظ على الخط، ويرجع ذلك جزئيًا إلى انتشاره الواسع في جميع أنحاء الاتحاد السوفيتي. على عكس أوروبا الغربية، حيث تم هدم تحصينات مماثلة لأسباب تتعلق بالتنمية والسلامة، فقد نجا جزء كبير من الخط بعد انهيار الاتحاد السوفيتي في عام 1991 بسبب التجاهل. اليوم، توجد بقايا تحصينات خط ستالين في روسيا البيضاء وروسيا وأوكرانيا (بالإضافة إلى الأجزاء الشرقية من مولدوفا ربما).